# Стјепан Градић
Стјепан Градић (итал. Stefano Gradi; Дубровник, 6. март 1613 — Рим, 2. мај 1683) био је дипломата, филозоф, математичар, физичар, песник, исусовац и преводилац из Дубровачке републике.
Рођен је у властелинској породици Градић. Објавио је велики број дела из филозофије, математике и физике и био је врстан песник. Као дипломата у Риму, веома је допринео Дубровачкој републици. Био је врстан позваналац Јужних Словена и залагао се за њихово ослобођење од Османског царства. Сматрао да ће Русија бити велика сила и као таква имати велику улогу у томе. Његовом заслугом су обновљене и изграђене многе грађевине и фонтане у Дубровнику, посебно после великог земљотреса у Дубровнику из 1667. године, због чега је у Дубровнику прозван Оцем домовине (Pater patriae).

## Биографија
Стјепан "Стијепо" Градић је рођен 6. марта 1613. године у Дубровнику у властелинској породици оца сенатора и хуманисте Михе Јунија Градића и мајке Марије (рођено, Бенеша). Његови родитељи су, поред њега, имали и три сина, близанце Петра (умро 1615. године кад и њихова мајка) и Павла, Јунија и кћи Франку. Због мајчине смрти о њима се бринуо отац са својом сестром Уршом Палмотић која је имала и двојицу синова, Јунија (који је иначе био велики дубровачки барокни песник и писац) и Џора Палмотића који су се доселили код Михе након смрти њиховог оца.
Према традицији породице и причама, њихов родоначелник је био неки Вук Града (Vucho Gradiense), војни заповедник куле над Дубровником код Пријеке, коју је подигао дукљански краљ Бодин зарад надзора над Дубровником. Дубровчани су, из страха да не буду нападнути, успели да придобију тог Вука да им преда кулу, а заузврат су га примили у дубровачко племство, па је он на свој грб ставио степениште ("grado"). Тако је настало Стијепино презиме Градић, а на месту куле је подигнута Црква Св. Николе у Дубровнику. Вук је био из Владимира код Улциња, и био је у сродству са босанским Бериславићима. Друга теорија говори да је Вук био војвода босанског краља Стефана.
У кући његовог оца су често долазили веома учени људи тога времена попут познатог математичара Марина Геталдића и великог песника Ивана Џиве Гундулића, те се закључује да се живот у, иначе доста образованој породици и окружењу се веома позитивно одразио на Стјепана Градића. Он је након школовања у Дубровнику, на позив свога ујака Петра Бенеше, високог службеника Римске курије, дошао у Рим где се до 1634. године школовао на Исусовачком универзитету Collegium Romanum. Студирао је црквено и грађанско право на универзитету у Ферму, у периоду од 1634. до 1636. године и Болоњи од 1636. до 1638. где је постигао докторате. После тога се вратио у Рим, где је четири године похађао теологију. У Риму је био дипломатски представник при Светој Столици као и посредник између Дубровачке републике и Дружбе Исусове. Успео је да помогне да се оснује Исусовачки колегијум у Дубровнику, односно Collegium Ragusinum.
Током свог школовања, бавио се и математиком. Имао је среће да за то време у Болоњи слуша предавања Бонавентуре Каваљерија, познатог математичара тог времена и пријатеља великог италијанског научника Галилеа Галилеја. Као математичар, написао је многа дела попут "De loco Galilaei quo punctum lineae aequale pronuntiat, Dissertationes physico-mathematicae quatuor" (написано 1661. године) и "De situ stellae polaris, Dissertationes physico-mathematicae quatuor" и "Проблем управљања брода кормилом" и тиме постигао међународни углед.
Стјепан Градић постаје 1658. године саветник Конгрегације за цензуру књига, а 1661. године је именован од стране Папе за другог кустоса Ватиканске библиотеке, а од 1682. године је он њен главни управник. Док је био у Риму, бавио се и дипломатијом, те је био један од двојице Папиних дипломата и изабраника за вођење службених преговора зарад окончања сукоба између Папске државе и Француске 1662. године. Код Папе је био и стручњак за Јужне Словене и Османску империју, где је често у добром светлу приказивао своју православну браћу (Словине, како су и Дубровчани називали себе) и позивао на њихово ослобађање и интервенцију запада против Османлија, а и увидео је  значај Русије као будуће велике силе.
Стјепан Градић је умро у Риму, 2. маја 1683. године. Покопан је, по сопственој жељи, у цркви св. Јеронима.

## Наука и филозофија
Стјепан Градић је био полихистор који је оставио траг у науци, филозофији и теологији. Главне области које је проучавао биле су математика, физика, астрономија и филозофија, мада се због дипломатије бавио и историјом.
Као што је речено, Градић је био математичар који је постигао међународни углед захваљујући гореспоменутим и другим радовима које је објавио. У математици се углавном бавио проблемима из геометрије и алгебре. Бавио се и критиком недељивости и, у складу са математиком његовог времена и под утицајем Њутна и Лајбница, давао је и обрађивао идеје које су водиле ка диференцијалном и интегралном рачуну, односно математичкој анализи. Осим тога, бавио се и Галилејевим парадоксом везаним за особине бесконачних скупова, али је тај његов рад остао слабо примећен.
Слично као и за математику, Градић је објавио и неке радове из физике. Област рада му је била класична механика, али се бавио применом физике на бродоградњу и поморство, о чему сведочи његово дело "Проблем управљања брода кормилом" које је већ споменуто горе. У свом делу "De causa naturali motus accelerati & aequalibus ejus in descensu corporum gravium ad aequalia momenta temporum incrementis" које је део његове дисертације из физике и математике ("Dissertationes physico-mathematicae quatuor"), бавио се убрзањем и импулсом под утицајем гравитације. Проучавао је и законитости промене положаја звезда на небу, чија би се сазнања применила на олакшано кретање бродова и бољу навигацију.
Поводом филозофије, треба напоменути да је писао дела везана за аристотелову логику, природну филозофију, метафизику и теологију везану за Хришћанство. Нека од дела која је објавио су "Peripateticae philosophiae pronunciata disputationibus" и "Disputatio de opinione probabili cum P. Honorato Fabri" које представља Градићеву филозофску расправу са француским језуитским филозофом и теологом Хоноријем Фабријом.

## Дипломатија
Како је службовао у Ватикану, Стјепан Градић је био од велике помоћи Дубровачкој републици. Као пример, може се навести то да је он помогао организовању и састанку поклисара Дубровачке републике Јакете Палмотића са папом Иноћентијем XI након великог земљотреса у Дубровнику из 1667. године, када је Дубровник запао у проблеме са Кара Мустафа пашом који је покушавао да изнуди новац Дубровнику и претио да ће заузети сам град. То је био велики проблем и претња по сам опстанак Дубровачке републике, па је њена влада започела велику дипломатску активност по Европи, а Градићева помоћ при брзом организовању састанка је била од великог значаја. Осим тога, као дипломата он је често писао влади у Дубровнику и објашњавао став Римске курије поводом тог питања, а која је сматрала да спор са пашом треба што више одуговлачити, јер су Османлије превише заузете проблемима са Русијом, па ће због тога Османлије попустити.
Према Русији, као и Јакета Палмотић, Градић је имао велико интересовање због њеног сукоба са Османским царством и значаја за Дубровчане. У то време Русија је по западној Европи често сматрана за далеку, заосталу и више-азијску него европску земљу на коју се не треба обазирати. Ипак, Градић је имао супротно мишљење од тога. Градић је био један од ретких западних дипломата који је увидео да ће Русија играти веома битну улогу у будућности на међународном нивоу. Однос европских народа, а посебно словенских са Османлијама, је сматрао кључним проблемом Европе. Изузетно се посветио раду на том питању и био је један најбољих познавалаца те области у Ватикану о чему сведочи то да су папе Александар VII и Иноћентије XI често тражили његово мишљење поводом међународне политике, а посебно око ствари везаних за словенске народе под Османлијама. Како је сматрао да је Османско царство било на врху своје моћи, а посматрајући понашање везира и паша који су све чешће гледали да извуку корист више за себе него за царство, предвидео је да ће Османско царство полако почети да се урушава и да ће проблем везан за народе под њима бити много значајнији. Даље, сматрао да је краљевина Француска под Лујем XIV била најјача европска сила која је могла лако да порази Османлије и да их избаци из Европе, али да то није чинила због страха да не би тиме себе ослабила, а ојачала Свето римско царство под вођством Аустрије. На основу тога, Градић је сматрао да је за избацивање Османског царства из Европе потребно организовати велики савез католичких земаља, по потреби и без Француске, и да у то Русија као највећа православна земља такође мора бити укључена, с обзиром на број православних народа под Османлијама, а и зато што је Русија за то показала највеће интересовање и што је своју снагу више пута доказала у сукобу са Османским царством. Такође, треба приметити и да у периоду сукоба Пољске и Османлија за време пољског краља и великог војводе од Литваније Јана III Собјеског, Градић римокатоличкој Пољској није давао никакав значај, док је све време потенцирао Русију и то пре Руско-турског рата (1676—1681) када су Руси у многим биткама потукли Османлије и показали своју војну моћ. Зато је Градић радио на зближавању православаца и католика и имао благонаклон поглед према православним Јужним Словенима под Османлијама.
Градићева дипломатска активност се огледа и у обнови града након разорног земљотреса у Дубровнику 1667. године. Како Дубровачка република није располагала великим бројем зидара и архитеката, док је у Риму било доста градитеља и зидара, Градић је пројекат за изградњу нове катедрале у Дубровнику поверио једном римском градитељу Андреју Буфалинију (итал. Andrea Buffalini) који је био пореклом из италијанског града Урбино и члан познате Академије Св. Луке из Рима. Пошто Буфолини никада није био у Дубровнику, он је цео пројекат урадио на основу Градићевих инструкција. Осим њега, Градић је довео и друге градитеље, а један од најзначајнијих је био Пауло Андреаноти (итал. Paola Andreotti) који је дао одлуку да се Катедрала у Дубровнику подигне на новим темељима. Када је катедрала завршена 1713. године, у знак захвалности је дубровачки Сенат поставио Градићу спомен плочу што је у то време била велика част, али и велика реткост да дубровачке власти тако нешто учине. Осим катедрале, и пре земљотреса, Градића је Дубровачка република слала да нађе пројектанте за поправку водовода. Градић је 1643. склопио уговор са италијанским зидаром Матеом Горонејом (итал. Matteo Gorroneо) за релативно малу плату. Ипак, како је 1667. године земљотрес разорио град, Градић је успео да позове још зидара и да организује обнову водовода и Велике Онофријеве чесме која је тада добила данашњи облик. Због својих заслуга при обнови града, прозван је Оцем домовине (Pater patriae).

## Књижевни рад
Градићев књижевни рад био је обиман и оставио је много писаних дела, углавном драма, сатира и песама, а треба напоменути да је као дипломата био и изврстан говорник.
Био је полиглота који читао дела на латинском, грчком, италијанском, шпанском, португалском и француском језику, а био је познавалац и руског језика језика.
У духу хуманизма, аутор је и великог броја песама, углавном на латинском језику. Неке од њих су написане и зарад дипломатије. Као пример, може се навести "Stephani Gradii patricii Ragusini de laudibus serenissimae reipublicae Venetae et cladibus patriae suae carmen", написана након земљотреса у Дубровнику 1667. године и објављена у Венецији. Циљ песме је био да се подстакне тамошња власт да покаже самилост и помогне разореном Дубровнику, што је било тешко с обзиром да су Млетачка република и Дубровачка република били велики супарници. У њој је хвалио Млетачку републику и описао патње и разарање које је град због земљотреса доживео. Иако се радило о дубоко потресној и једној од Градићевих најуспелијих песама, ипак, Млеци се нису одазвали молби за помоћ. У песми стоји:: 
Заклињемо вас пепелом предака и костима родитеља, надом у будуће потомство и славом унучади, Богом и свим вишњима и свиме што је игдје смртничка срца сматрају светим - колико можете и колико је велика ваша моћ - немојте допустити да и даље остану гомиле ружних рушевина, наказне бразготиње и знакови жалости које смо поднијели и којима погођени и срушени лежимо на тлу, и осушите дуготрајне сузе нас несретника.— Stephani Gradii patricii Ragusini de laudibus serenissimae reipublicae Venetae et cladibus patriae suae carmen, 19. век
Ипак, већи део Градићевих песама је остао необјављен и део њих се чува у преписима у Архиву Мале Браће у Дубровнику.
Стјепан Градић је дао и обиман предговор "Кристинијади" Јунија Палмотића која је постхумно објављена у Риму 1670. године док је био кустос Ватиканске библиотеке, а захваљујући том предговору, данас се располаже многим биографским подацима тог великог дубровачког песника.
Осим књижевног стваралаштва, био је и преводилац, па је помогао хрватском историчару Ивану Лучићу, са којим је иначе сарађивао пред крајем живота, при превођењу неких текстова са грчког језика, а поводом Лучићевог дела "De regno Dalmatiae et Croatiae libri sex" ("О краљевини Далмације и Хрватске") штампаном у шест томова у Венецији 1673. године. У том делу је дат преглед историје Хрватске и историје Далмације и за Далмацију истакнуте разлике између словенског и романског становништва.